# HMS Fifi
«Фифи́» (англ. HMS Fifi) — вооружённый пароход времён Первой мировой войны, действовавший на озере Танганьика. Бывший германский «Кингани» (нем. SMS Kingani). 
26 декабря 1915 года захвачен британскими вооружёнными катерами «Мими» и «Туту». После ремонта переименован в HMS Fifi. Использовался для поддержки англо-бельгийских войск в районе озера. 9 февраля 1916 года потопил германский вооружённый пароход «Хедвиг фон Виссман». После войны использовался для перевозки пассажиров. Затоплен по ветхости в 1924 году.

## Конструкция
Пароход «Кингани» принадлежал к серии из двух судов, построенных германской верфью Meyer Werft в 1893—1894 годах для службы в Германской Восточной Африке. Спущен на воду в январе 1894 года. Водоизмещение — 45 тонн, длина — 17,75 метров, ширина — 3,65 метра. Энергетическая установка судна состояла из парового двигателя мощностью 85,5 индикаторных лошадиных сил, позволявшего развить скорость 9,4 узла (17,4 км/ч). Экипаж — один офицер и семь матросов. В начале войны пароход вооружили трофейной 37-миллиметровой револьверной пушкой системы Гочкиса, захваченной крейсером «Кёнигсберг» вместе с британским пароходом «Сити оф Винчестер» (англ. City of Winchester).

## Служба

### Под германским флагом
«Кингани» вошёл в строй 8 февраля 1894 года. До 1913 года пароход находился в составе германской таможенной флотилии, действовавшей на Танганьике, затем был передан Восточно-африканской железнодорожной компании (нем. Ostafrikanische Eisenbahn-Gesellschaft). 10 ноября 1914 года приступил к охране Танганьики в составе германской военной флотилии, в которой помимо него в тот момент числился только 60-тонный вооружённый пароход «Хедвиг фон Виссман». В июне 1915 года немцы спустили на воду 1200-тонный пароход «Граф фон Гётцен». Вскоре после начала войны германская флотилия уничтожила бельгийский пароход Alexandre del Commune и захватила господство на озере. Флотилия мешала британцам и бельгийцам перебрасывать войска в колониальные владения Германии, поскольку германские пароходы могли перевести войска по озеру туда, где те могли бы перерезать линии снабжения войск Антанты. Пароходы, базировавшиеся на Кигому, высаживали германские войска для рейдов по западном берегу и обстреливали бельгийский порт Лукуга.
Британское Адмиралтейство, озабоченное активностью германской флотилии, организовало экспедицию, в задачу которой входила доставка из Англии на Танганьику вооружённых моторных катеров «Мими» и «Туту». Экспедицию возглавил Джеффри Спайсер-Симсон. Главной задачей экспедиции было уничтожение германской флотилии на Танганьике и обеспечение контроля над озером. В середине июня 1915 года экспедиция отбыла из Англии и в декабре прибыла на Танганьику, преодолев длинный путь по морю, горам, рекам, озёрам и железным дорогам. 22 и 23 декабря катера были спущены на воду.

#### Разведка бельгийского порта Калемие
Командующий германскими военно-морскими силами на этом театре, капитан-цур-зее Густав Циммер, назначил командиром «Кингани» капитан-лейтенанта Розенталя (нем. Job Rosenthal). Розенталь, ранее служивший на крейсере «Кёнигсберг», находился на берегу после потопления крейсера в дельте Руфиджи. Германцам было известно о планах бельгийцев собрать из частей большой пароход Baron Dhanis, однако они не знали о месте сборки и степени готовности парохода. Розенталю было приказано разведать приготовления бельгийцев. «Кингани» вышел из Кигомы в направлении Калемие, где в то время велись работы по созданию базы для британских катеров. Розенталь не рискнул подойди слишком близко, опасаясь попасть под огонь береговой батареи из двух 12-фунтовых орудий. Ранним утром 2 декабря «Кингани» вновь пришёл к Калемие. На сей раз Розенталь вплавь добрался до берега и отправился на разведку. Ему удалось обнаружить «Мими» и «Туту», однако на обратном пути он попал в плен, не сумев доставить разведданные. В отсутствие Розенталя командование пароходом принял оберлейтенант Юнге. Циммер, так и не получивший информацию о бельгийских приготовлениях, 26 декабря вновь отправил «Кингани» к Калемие.

#### Захват «Кингани» британцами

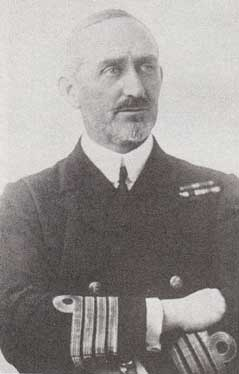
Командующий британской флотилией Джеффри Спайсер-Симсон

Германский пароход заметили с берега и тут же экипажи катеров были подняты по тревоге. «Мими» и «Туту» отрезали пароходу путь отступления. Захваченный врасплох Юнге приказал прибавить ход, однако преследователи настигали его. Единственное германское орудие стояло на носу и могло стрелять только вперёд. Для ведения боя с катерами Юнге пришлось развернуть пароход им на встречу, маневрируя по кругу чтобы взять в прицел «Мими», шедшую первой. Экипаж парохода открыл по катерам огонь из винтовок сразу, как только они вошли в зону поражения стрелкового оружия. Вскоре 47-миллиметровый снаряд попал в единственное орудие германцев, пробил его щит и осколками убил Юнге и двух унтер-офицеров — Пенне и Шварца. Британцы добились ещё нескольких попаданий. Загоревшийся «Кингани» начал тонуть. Старший механик парохода принял решение спустить флаг и поднял на флагштоке белый носовой платок. «Мими» на полном ходу приблизилась к пароходу и случайно таранила его. Вскоре подошла «Туту». Британцы высадились на пароход и сумели довести его до берега.

### Под британским флагом
Юнге и четверо других убитых похоронили в тот же день. Пробоины в корпусе парохода были заделаны, после чего он вошёл в состав флотилии под именем «Фифи» (англ. HMS Fifi). Спайсер-Симсон заявил, что название переводится с французского как «Чик-чирик», и что эту идею ему подала жена одного из бельгийских офицеров, державшая дома клетку с птицей. «Кингани» стал первым в ту войну германским кораблём, захваченным и пополнившим Королевский флот Его Величества. Адмиралтейство и король остались довольны успешным боем. Спайсер-Симсон особым приказом был произведён в коммандеры.
Британцы сняли с парохода 37-миллиметровую пушку и вооружили ею бельгийский пароход Baron Dhanis (бывший Alexandre del Commune), также вошедший в состав британской флотилии. Взамен на «Фифи» установили одно из тех двух 12-фунтовых (76-мм) орудий, стоявших на береговой батарее. Орудия британского образца ранее были присланы Адмиралтейством по запросу бельгийцев для вооружения парохода Baron Dhanis — того самого, информацию о котором пытались добыть Розенталь и Юнге.

#### Потопление «Хедвиг фон Виссман»

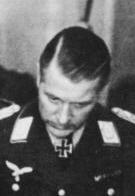
Йоб Одебрехт — бывший командир «Хедвиг фон Виссман». Снимок сделан 3 марта 1945 года. В то время Одебрехт служил в люфтваффе

Причина исчезновения «Кингани» оставались загадкой для германского командования. Циммер предполагал, что пароход оказался в пределах досягаемости береговой батареи и был потоплен. В середине января для выяснения судьбы «Кингани» к бельгийскому берегу был направлен вооружённый пароход «Хедвиг фон Виссман» под командованием оберлейтенанта Йоба Одебрехта (нем. Job Odebrecht). Разыгравшийся ранее шторм повредил корабли британской флотилии, парализовав её на некоторое время. «Хедвиг фон Виссман» не обнаружил какой-либо активности в порту и без происшествий вернулся на базу, так и не выяснив судьбу «Кингани». 8 февраля «Хедвиг фон Виссман» вернулся, однако на сей раз англичане были готовы к встрече. На перехват вышли «Фифи» (флагман Спайсер-Симсона), «Мими» и два бельгийских парохода. «Туту», всё ещё находившаяся в ремонте, в бою не участвовала. Одебрехт заметил приближающиеся корабли, однако продолжил сближение. Вскоре ему стало ясно, что корабли, которые он считал бельгийскими, идут под британским флагом. В 9:30 «Хедвиг фон Виссман» сделал резкий поворот в сторону германской базы, желая вывести преследователей под 105-миллиметровые орудия «Гётцена» или же, по другой версии, из-за оптической иллюзии приняв корабли за более крупные. «Фифи» и «Мими» начали преследование уходящего парохода. Носовое орудие «Фифи» открыло огонь. Скорости «Фифи» и «Хедвига фон Виссмана» были примерно равны (15 и 17 км/ч соответственно), что не позволяло британскому флагману нагнать противника. Командир более быстрой «Мими» (35 км/ч) решил на полной скорости приблизиться к германцу с кормы, ведя беспокоящий огонь. Уэйнрайт полагал, что германский командир будет вынужден развернуть пароход в сторону «Мими», чтобы навести на неё своё основное вооружение, размещавшееся на носу, поскольку его кормовой пушке не хватало дальности. Эта заминка позволит британскому флагману сократить дистанцию и вступить в бой. Так оно и вышло. Пока «Мими» и «Хедвиг фон Виссман» кружили на месте, «Фифи» приблизилась и после некоторой задержки из-за заклинившего орудия сумела двумя последними снарядами повредить германский пароход. Одебрехт отдал приказ покинуть тонущий и горящий корабль. На «Хедвиге фон Виссмане» были убиты пять африканцев и двое германцев. Британцы подняли из воды спасшихся и завладели германским военно-морским флагом — первым таким трофеем британцев, взятым в ту войну. За этот бой Уэйнрайт был награждён крестом «За выдающиеся заслуги».

#### Дальнейшая служба
Флотилия вместе с пленными вернулась на базу. На следующий день с берега был замечен «Граф фон Гётцен», медленно шедший под парами в поисках пропавшего «Хедвиг фон Виссман». Флотилия была поднята по тревоге, однако Спайсер-Симсон к неудовольствию его людей запретил атаковать германский пароход. В дальнейшем активность действия на озере значительно сократилась. В мае 1916 года бельгийцы находились на подступах к Кигоме, а британский отряд наступал на Бисмаркбург. Спайсер-Симсон получил приказ поддержать наступление на Бисмарбург, атаковав его со стороны озера. 5 июля флотилия в составе «Фифи», «Мими», «Туту» и «Vengeur» подошла к Бисмаркбургу. Спайсер-Симсон обнаружил, что от нападения с воды город защищает форт, после чего отказался от намерения атаковать его и увёл корабли в Китуту. В отсутствие британской флотилии германцы эвакуировались из Бисмаркбурга на имевшихся в порту небольших туземных лодках — доу. Успешная эвакуация германцев вызвала ярость подполковника Мюррея (англ. Lieutenant-Colonel Murray), командовавшего наступавшим на город британским отрядом. Флотилия спешно вернулась в захваченный Бисмаркбург, где Спайсер-Симсону стало известно, что германские орудия на форте на самом деле были деревянными «обманками».
В дальнейшем стало известно, что ещё до наступления англо-бельгийских войск 105-миллиметровые пушки «Гётцена» были отправлены на сухопутный фронт, а вместо них были установлены деревянные макеты. Перед отступлением германцев с озера пароход был затоплен. Перед затоплением Циммер отдал приказ покрыть механизмы парохода толстым слоем смазки, дабы уберечь их от коррозии. Впоследствии пароход был поднят. По состоянию на 2013 год бывший «Граф фон Гётцен» перевозит пассажиров и грузы по Танганьике под именем «Лиемба».

### Мирные годы
Остаток войны «Фифи» действовала в составе флотилии; с наступлением мира передана гражданским властям. Перевозила пассажиров и грузы из Кигомы в южные порты Танганьики, числясь в составе флота британской мандатной территории. В 1924 году признана ветхой, списана и затоплена в пяти километрах от Кигомы на глубине 61 метр.
После окончания войны Спайсер-Симсон потребовал от Адмиралтейства призовых денег за захваченный под его командованием «Кингани».